# Transnationale Universiteit Limburg
Die Transnationale Universiteit Limburg (tUL) ist eine unabhängige transnationale Universität, die als Partnerschaft zwischen der Universität Maastricht (Niederlande) und der Universität Hasselt (Belgien) gegründet wurde. Die tUL hat Standorte in Hasselt/Diepenbeek (Belgien) und Maastricht (Niederlande).

## Geschichte
Vorläufer der Hochschule waren erste Gespräche 1988 und eine 1992 erstellte gemeinsame Studie zu einer Spezialisierung einer Hochschule für Informations- und Wissenstechnologie, die dann an den Universitäten Hasselt und Maastricht angeboten wurde. 2001 wurde der Gründungsvertrag geschlossen und gleichzeitig eine zweite Spezialisierung auf Biomedizinische Wissenschaften und Molekulare Biowissenschaften beschlossen. 2008 wurde mit Rechtswissenschaften in Zusammenarbeit mit der Katholieke Universiteit Leuven eine dritte Spezialisierung begründet.

## Fakultäten
Campus Hasselt
- Informations- und Wissenstechnologie
- Biomedizin und Molekularwissenschaften
- Statistik
- Rechtswissenschaften

Campus Maastricht
- Informations- und Wissenstechnologie
- Biomedizin